# Хаджи Герасим
Хаджи Герасим (? – 1761) архимандрит. Бил е ктитор на Покровския стълп в Зографския манастир.
През 1757 г. поръчва и изписването на параклиса „Покров Богородичен“ на върха на стълпа, където се и намира неговия ктиторски портрет и съответните надписи.